# All the Plans (canción)
«All the Plans» es una canción del grupo de rock alternativo Starsailor. La canción fue oficialmente anunciada como el segundo y último sencillo del álbum de Starsailor del mismo nombre en abril de 2009. Inicialmente fue conocida como "All the plans we made".

## Producción
El 26 de abril de 2008, el tabloide británico The Sun anunció que Ronnie Wood había grabado una semana con Starsailor.  Posteriormente la banda confirmó la participación del guitarrista de The Rolling Stones en la grabación de la canción. Según The Sun el líder de Starsailor, James Walsh, comentó que «Trabajar con él fue... diferente».
NME escribió que Starsailor preguntó a Wood si estaría libre para tocar la guitarra en la grabación, y en aquel momento «estaba ocupado promocionando la película Shine A Light así que había un par de meses en los que no estaría disponible para hacerlo».
Sin embargo, Walsh tuvo una llamada temprana confirmando que Wood podría tocar en la canción.
«Entonces tuve una llamada cerca de las seis y media de la noche de su hijo Jesse diciendo 'Mi papá realmente quiere hacer esto ahora. ¿Puedes estar en el estudio[a las] nueve en punto?' Fue maravilloso; él se mantuvo tocando la guitarra, diciendo que la canción le recordaba a 'Maggie May' - una afirmación bastante superlativa, de hecho.» James Walsh.

## Crítica
El sencillo ha ganado atención de la prensa antes de que se lanzara "All the Plans" debido a la colaboración de Ronnie Wood en la grabación de la canción.  El sencillo ha recibido críticas positivas de los profesionales.
Dave Simpson de The Guardian dijo que «escribir acerca de amores perdidos y lecciones aprendidas para haber dado al cantante/compositor James Walsh un verdadero manejo y enfoque, y Ronnie Wood logra proveer diferentemente pero cuadrando perfectamente su estilo de guitarra».
Ok! Magazine declaró que "All the Plans" era su canción favorita del álbum entero y lo llamó un "buen regreso" también mencionando que "Tell Me It’s Not Over, All The Plans y Listen Up eran entre todas su mejor trabajo.".
Alex Lai de Contactmusic.com le dio una calificación positiva al sencillo argumentando que «"All The Plans" sorprendentemente es un agradable himno indie que gustará al público en los festivales musicales».
El 8 de junio de 2009 Altsounds.com otorgó a "All The Plans" una buena calificación mencionando entre otras cosas «el suave enfoque del órgano, la delicada percusión y las guitarras cortesía de Ronnie Wood», añadiendo que la canción tiene «el tipo de vibración americana, así como el trabajo del cantautor James Walsh».

## Video musical
Según el foro oficial de Starsailor, el video promocional para el sencillo "All The Plans" fue filmado en vivo el 15 de octubre de 2008 en Londres durante uno de los conciertos de la banda en el Hard Rock Cafe.
El video musical fue subido al canal de Youtube de Starsailor el 19 de junio de 2009. El video para "All The Plans" muestra una presentación en vivo de la canción por la banda acompañada de Richard Warren quien hace las guitarras adicionales en la canción.

## Lista de canciones
CD
1. All the Plans (Radio Edit) – 3:04
2. All the Plans (Álbum Versión) – 4:10
3. All the Plans  (Instrumental) – 4:09

## Posicionamiento
| Lista (2009)                                | Posición |
| ------------------------------------------- | -------- |
| Bélgica (Flandes) (Ultratip Bubbling Under) | 9        |